# Benjamin List
Benjamin List  (Frankfurt am Main, 1968. január 11. –) német vegyész, a 2021-es kémiai Nobel-díj kitüntetettje, melyet David MacMillannel megosztva kapott az aszimmetrikus organokatalízis módszerének kidolgozásáért.
1997-ben doktorált a Frankfurti Johann Wolfgang Goethe Egyetemen.
2018-ban a Leopoldina Német Természettudományos Akadémia tagjává választották.

## Családja
Benjamin List felső középosztálybeli frankfurti családból származik. Ő Franz Volhard nefrológus dédunokája és így Jacob Volhard kémikus ükunokája. Unokaöccse a német Nobel-díjas Christiane Nüsslein-Volhardnak, aki 1995-ben kapta meg a fiziológiai és orvostudományi Nobel-díjat. Nüsslein-Volhard List édesanyjának a húga.
Benjamin List nős; a házasságból két fiú született. Családjával együtt túlélte a 2004. december 26-i szökőárat a thaiföldi Khao Lakban.

## Fordítás
Ez a szócikk részben vagy egészben  a   Benjamin List című német Wikipédia-szócikk fordításán alapul.  Az eredeti cikk szerkesztőit annak laptörténete sorolja fel. Ez a jelzés csupán a megfogalmazás eredetét és a szerzői jogokat jelzi, nem szolgál a cikkben szereplő információk forrásmegjelöléseként.